# Leptochelia timida
Leptochelia timida är en kräftdjursart som beskrevs av Brown 1958. Leptochelia timida ingår i släktet Leptochelia och familjen Leptocheliidae. Inga underarter finns listade i Catalogue of Life.